# Bulletin (résistance)
 (septembre 2015).

Le Bulletin d'information publié par Henri Frenay et Berty Albrecht fut l'une des premières publications clandestines diffusées en zone occupée et en zone libre, pendant la période de l'Occupation en France.

## Genèse
En décembre 1940, Berty Albrecht et Henri Frenay sont à Vichy. Berty propose de publier un bulletin, inspiré des lettres d'information diffusées dans les milieux patronaux : du renseignement brut, presque sans commentaires.

## Vichy
Le Bulletin est rédigé par Frenay alors officier du 2e bureau. Sur sa machine à écrire, Berty fabrique chaque numéro. Dix-huit exemplaires, deux fois par semaine. À chaque fois, il faut effectuer 5, 6, 10 frappes complètes, en fonction de la qualité des calques.
Les courriers sont expédiés depuis des bureaux de poste des environs de Vichy. Dix sont destinés à des personnalités connues, tels Louis Marin et Henry Lémery. Les huit autres aux premiers militants du Mouvement de libération nationale, comme Maurice Chevance.
La tâche est lourde. Un réfugié de zone interdite, M. Poupart, est embauché aux appointements de 2 500 F/mois.

## Lyon
En avril 1941, Berty et Frenay se retrouvent à Lyon. Le commandant Serre du 2e bureau EMA accepte d'aider à étoffer le Bulletin. Une fois par semaine, Frenay se rend au siège clandestin du 2e bureau où le commandant Garron, condisciple de l'école de guerre, fournit les renseignements.
À Villeurbanne, Jacqueline Bernard aide Berty Albrecht à taper et à expédier les Bulletins.
En avril 1941, le capitaine Besson du M.A.1 (service des menées anti-nationales orienté contre l'Allemagne) procure à Frenay un local de deux pièces dans une entreprise dirigée par un ami, la SNCASE (société nationale de construction aéronautique du Sud-Ouest).
Frenay et son amie emménagent avec leur machine à écrire et leur petit stock de papier. Ils achètent une ronéo hors d'âge. Un papetier complice fournit stencils et papier en quantité. Malgré toutes sortes de difficultés, les Bulletins sont maintenant tirés à plusieurs centaines d'exemplaires et diffusés dans les deux zones.
Les Bulletins cessent dès la publication d'un journal, Les Petites Ailes de France.